# Estación de Mérida
Mérida es una estación de ferrocarril situada en la ciudad española de Mérida, situada en la comunidad autónoma de Extremadura. Cuenta con servicios de media distancia operados por Renfe. Además de los servicios de pasajeros, la estación cumple también funciones logísticas gracias a un recinto anexo llamado «Mérida-Mercancías». En 2023, recibió 470.592 pasajeros, siendo la estación con más viajeros de la región extremeña.

## Situación ferroviaria
La estación, que se encuentra situada a 217 metros de altitud, forma parte del trazado de las siguientes líneas:
- Línea férrea de ancho ibérico Ciudad Real-Badajoz, punto kilométrico 453.
- Línea férrea de ancho ibérico Mérida-Los Rosales, punto kilométrico 0,0.[3]

## Historia
El ferrocarril llegó a la ciudad de Mérida el 18 de julio de 1864 con el viaje inaugural que se realizó entre Badajoz y Mérida de la línea que buscaba unir Badajoz con Madrid. Seis coches traccionados por una locomotora de vapor recorrieron el trayecto en hora y media. Pocos días después el trazado construido por la Compañía de los Caminos de Hierro de Ciudad Real a Badajoz y Madrid entró efectivamente en servicio. La estación de Mérida pasaría a integrarse en la red de MZA en 1880 cuando esta compañía se anexionó la CRB, pasando así a controlar todas sus líneas e instalaciones.
En 1879 se puso en marcha otra línea esta vez hacia el sur que unía Mérida con Zafra y cuyo final era Sevilla, concretamente la localidad de Los Rosales donde empalmaría con el trazado Madrid-Sevilla. Las obras corrieron a cargo de Manuel Pastor y Landero, ingeniero de caminos que logró la concesión en 1869. Ante las dificultades que sufría para continuar con las obras, en julio de 1880 decidió venderla a MZA; no obstante, llegó también a un acuerdo con la Compañía de los Ferrocarriles Extremeños —formada por acreedores del propio Pastor y Landero—, lo que daría lugar a una larga batalla legal entre ambas empresas. Finalmente, MZA acabó pactando con los Ferrocarriles Extremeños y, previo pago, se quedó con la línea, concluyéndola en 1885.
En 1941, la nacionalización del ferrocarril en España supuso la desaparición de MZA que desde 1880 también gestionaba la primera línea y su integración en la recién creada RENFE. Desde el 31 de diciembre de 2004 Adif es la titular de las instalaciones ferroviarias.

## La estación

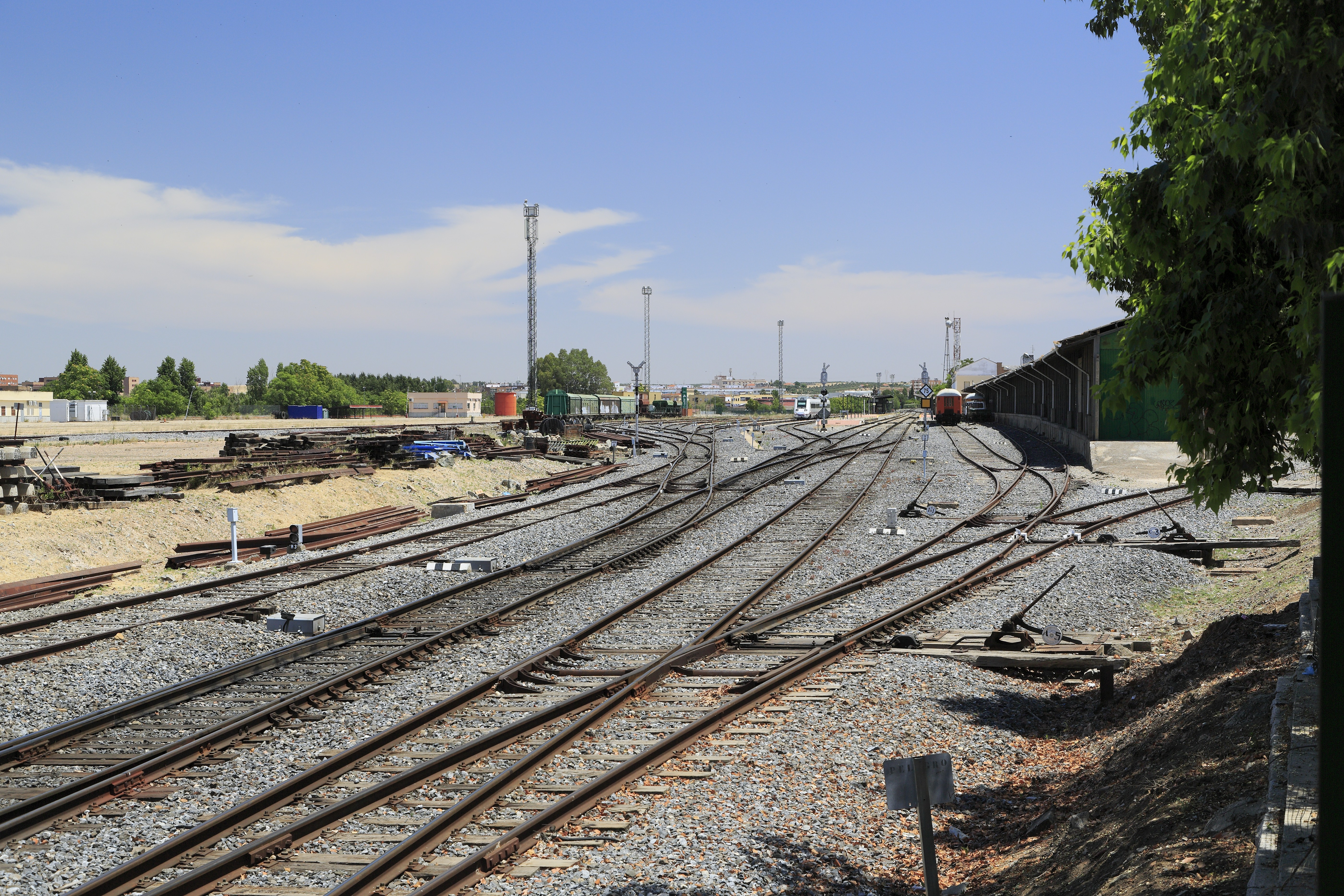
Vista de la playa de vías, en 2017.

Se encuentra al norte del centro urbano, muy cerca del mismo en la calle Cardero. Cuenta con dos plantas, aunque solo la planta baja está abierta al público. El edificio para viajeros es una amplia estructura de base rectangular, de dos alturas formaba por un cuerpo central y varios anexos laterales. Cuenta con puntos de información, venta de billetes, máquinas expendedoras y aseos. Dispone de una importante playa de vías que comparten la estación de Mérida y la de Mérida-Mercancías. En total cuenta con 21 vías numeradas aunque solo las vías 3, 1 y 2 tienen acceso a tres andenes uno ahora inaccesible por las obras de la alta velocidad situado más a otro lateral, otro central y otro junto al edificio de la Estación. Todos ellos cuentan con marquesina propia. En el exterior hay una zona de aparcamiento habilitada así como una parada de taxis.

## Servicios ferroviarios

### Larga distancia
Actualmente Mérida cuenta con dos servicios Alvia operados con material de la Serie 730 de Renfe. Desde el 10 de diciembre de 2023, el Alvia Serie 730 circula en modo eléctrico tras inaugurarse la electrificación desde Badajoz hasta Plasencia. 
En el pasado Mérida fue lugar de paso de importantes servicios de larga distancia, como hasta el 11 de diciembre de 2011 era el tren Arco García Lorca que unía Badajoz con Barcelona. Fue también paso del Talgo III Madrid-Badajoz (hasta 2005) y el Intercity Madrid-Badajoz (hasta 2024).

### Media distancia
La estación mantiene en cambio importantes servicios de media distancia que se cubren con trenes Regional Exprés y MD. Gracias a ellos es posible viajar directamente a ciudades como Madrid, Sevilla, Badajoz, Cáceres, Don Benito-Villanueva de la Serena, Zafra, Almendralejo, Plasencia o Alcázar de San Juan.